# Ramón Luis Irarrázaval
Ramón Luis Irarrázaval Alcalde (Santiago, 16 de septiembre de 1809-Lima, 26 de octubre de 1859) fue un político, abogado y diplomático chileno, que ejerció como ministro en diferentes gabinetes, así como de diputado, embajador, presidente de la Corte Suprema  y vicepresidente de Chile.

## Biografía
Hijo de Miguel Antonio de Andía-Irarrázaval y del Solar y de Carmen Alcalde y Bascuñán. El 27 de febrero de 1833, se casó con Lucia de Vera-Mujica y de la Cuadra, hija de Bernardo de Vera y Pintado, con quien tuvo cinco hijos.
Estudió en el Instituto Nacional y se tituló de abogado en la Universidad de San Felipe el 9 de junio de 1837. Se desempeñó como cabildante de Santiago y funcionario de la intendencia y del ministerio del Interior y el de Justicia.
Durante el gobierno de José Joaquín Prieto, desempeñó en dos oportunidades el cargo de ministro del Interior y Relaciones Exteriores. Se mantuvo en el cargo cuando asumió Manuel Bulnes Prieto, llegando a ocupar la vicepresidencia interina de la República, desde el 11 de septiembre de 1844 al 5 de marzo de 1845, por enfermedad del presidente. En 1845 fue reemplazado por Manuel Montt. Ese mismo año le nombran ministro de la Corte Suprema.
Fue diputado, por diferentes circunscripciones, desde 1834 hasta 1843, presidente de la Cámara en 1840, presidente de la Corte Suprema (1851-1855) y embajador ante la Santa Sede (1845-1851).
Miembro de la Comisión Revisora encargada para el Proyecto de Código Civil de 1853, nombrada por el ejecutivo (la que inició los trabajos el 24 de junio de 1853 y concluyeron en octubre de 1855).
Desempeñándose como ministro plenipotenciario en Perú, murió en el balneario de Chorrillos, al sur de Lima, en 1859. La causa de su muerte fue motivo de controversia: el fallo judicial de suicidio fue recusado por el propio fiscal de la causa, por considerar que la investigación de muerte por asalto y robo no se llevó a cabo en forma apropiada y evidencia fue ignorada. Durante su estancia en Perú había tratado infructuosamente de mediar para lograr un arreglo pacífico durante la guerra civil de Castilla contra Vivanco.